# Rémy Vercoutre
Rémy Vercoutre (Grande-Synthe, 26 de junio de 1980) es un exfutbolista francés que jugaba de portero.

## Carrera
Vercoutre jugó previamente para el Montpellier antes de pasarse al Olympique de Lyon en 2002. En 2004 se unió al RC Strasbourg en calidad de préstamo, pero solo jugó ocho partidos antes de regresar al Lyon.
Dada la lesión que tuvo Grégory Coupet en 2007, se convirtió en el primer arquero del Lyon, jugando todos los partidos hasta el regreso de Coupet. Vercoutre ha sido relegado nuevamente a ser el arquero suplente.

## Selección nacional
Fue internacional con la selección de fútbol sub-21 de Francia.[cita requerida]

## Clubes
| Club                 | País    | Año       |
| -------------------- | ------- | --------- |
| Montpellier H. S. C. | Francia | 1998-2002 |
| Olympique de Lyon    | Francia | 2002-2004 |
| R. C. Estrasburgo    | Francia | 2004-2005 |
| Olympique de Lyon    | Francia | 2005-2014 |
| S. M. Caen           | Francia | 2014-2018 |

## Palmarés

### Campeonatos nacionales
| Título                     | Club               | País    | Año  |
| -------------------------- | ------------------ | ------- | ---- |
| Ligue 1                    | Olympique de Lyon  | Francia | 2003 |
| Ligue 1                    | Olympique de Lyon  | Francia | 2004 |
| Copa de la Liga de Francia | Racing Estrasburgo | Francia | 2005 |
| Ligue 1                    | Olympique de Lyon  | Francia | 2006 |
| Supercopa de Francia       | Olympique de Lyon  | Francia | 2006 |
| Ligue 1                    | Olympique de Lyon  | Francia | 2007 |
| Ligue 1                    | Olympique de Lyon  | Francia | 2008 |